# Rignovelle
 Rignovelle  es una población y comuna francesa, situada en la región de Franco Condado, departamento de Alto Saona, en el distrito de Lure y cantón de Saint-Sauveur.

## Demografía
| 88 | 103 | 89 | 87 | 96 | 96 | 93 |
| Para los censos de 1962 a 1999 la población legal corresponde a la población sin duplicidades (Fuente: INSEE [Consultar]) |     |    |    |    |    |    |